# Йорданіс Аренсібія
Йорданіс Аренсібія  (ісп. Yordanis Arencibia; нар. 24 січня 1980) — кубинський дзюдоїст, олімпійський медаліст.

## Виступи на Олімпіадах
| Олімпіада   | Дисципліна           | Місце |
| ----------- | -------------------- | ----- |
| Сідней 2000 | напівлегка категорія | AC    |
| Афіни 2004  | напівлегка категорія | 3T    |
| Пекін 2008  | напівлегка категорія | 3T    |